# Список об'єктів Світової спадщини ЮНЕСКО у Швейцарії
У списку об'єктів Світової спадщини ЮНЕСКО у Швейцарії налічується 11 найменувань (станом на 2015 рік).
У цій таблиці об'єкти розташовані в порядку їх додавання до списку Світової спадщини ЮНЕСКО.
| №  | Зображення | Назва | Місцеположення | Час створення                                   | Час внесення до списку                      | №                                                   | Критерії      |
| -- | ---------- | --- | --- | ----------------------------------------------- | ------------------------------------------- | --------------------------------------------------- | ------------- |
| 1  |            | Старе місто Берна (нім. Altstadt von Bern, фр. Vieille ville de Berne, італ. Centro storico di Berna, ромш. Citad vegla da Berna) | місто Берн | XII-XV століття                                 | 1983                                        | 267 [Архівовано 11 липня 2017 у Wayback Machine.]   | iii           |
| 2  |            | Монастир Святого Галла (нім. Fürstabtei St. Gallen, фр. Couvent de Saint-Gall, італ. Abbazia di San Gallo, ромш. Claustra benedictina da Son Gag) | місто Санкт-Галлен | 613                                             | 1983                                        | 268 [Архівовано 9 травня 2017 у Wayback Machine.]   | ii, iv        |
| 3  |            | Бенедиктинський монастир Святого Іоанна в Мюштайрі (нім. Benediktinerkloster St. Johann in Müstair, фр. Couvent bénédictin de Saint-Jean-des-Sœurs, італ. Monastero benedettino di San Giovanni a Müstair, ромш. Claustra benedictina da Son Jon a Müstair) | місто Мюштайр | 780                                             | 1983                                        | 269 [Архівовано 11 липня 2017 у Wayback Machine.]   | iii           |
| 4  |            | Три замки, фортечні стіни і вали торгового міста Беллінцона (італ. Tre mura castellane e mura dello shopping della città di Bellinzona, фр. Trois châteaux, muraille et remparts du bourg de Bellinzone, нім. Burgen von Bellinzona, ромш. Trais Chastès e fortificaziuns da Bellinzona) | місто Беллінцона | I століття                                      | 2000                                        | 884 [Архівовано 11 липня 2017 у Wayback Machine.]   | iv            |
| 5  |            | Швейцарські Альпи Юнгфрау-Алеч (нім. Schweizer Alpen Jungfrau-Aletsch, фр. Alpes suisses Jungfrau-Aletsch, італ. Jungfrau-Aletsch-Bietschhorn, ромш. Jungfrau-Aletsch-Bietschhorn) | південно-східна Швейцарія, Бернські Альпи | —                                               | 2001 2007                                   | 1037 [Архівовано 5 вересня 2015 у Wayback Machine.] | vii, viii, ix |
| 6  |            | Гора Сан-Джорджіо (італ. Monte San Giorgio, фр. Monte San Giorgio, нім. Monte San Giorgio, ромш. Monte San Giorgio) | кантон Тічино (спільно з Італією ) | —                                               | 2003 2010                                   | 1090 [Архівовано 11 липня 2017 у Wayback Machine.]  | vii           |
| 7  |            | Букові праліси Карпат та інших регіонів Європи (англ. Ancient and Primeval Beech Forests of the Carpathians and Other Regions of Europe) * Ліс Беттлахсток * Лісові заповідники Валлі-ді-Лодано, Бусаї та Соладіно | Швейцарія (спільно з Австрією , Албанією , Бельгією , Болгарією , Боснією і Герцеговиною , Іспанією , Італією , Німеччиною , Північною Македонією , Польщею , Румунією , Словаччиною , Словенією , Україною , Францією , Хорватією , Чехією ) | —                                               | 2007 (розширено у 2011, 2017 та 2021 роках) | 1133                                                | ix            |
| 8  |            | Терасові виноградники Лаво (фр. Lavaux, vignoble en terrasses, нім. Weinterrassen von Lavaux, італ. Lavaux, terrazze vinicole, ромш. Terrassas da Lavaux) | регіон Лаво | —                                               | 2007                                        | 1243 [Архівовано 11 липня 2017 у Wayback Machine.]  | iii, iv, v    |
| 9  |            | Швейцарська тектонічна зона Сардона (фр. Haut lieu tectonique suisse Sardona, нім. Tektonikarena Sardona, італ. Arena tettonica svizzera di Sardona, ромш. Aut lieu tectonic da Sardona) | східна Швейцарія | —                                               | 2008                                        | 1179 [Архівовано 11 липня 2017 у Wayback Machine.]  | viii          |
| 10 |            | Ретійська залізниця в культурному ландшафті Альбули і Берніни (фр. Chemin de fer rhétique dans le paysage de l'Albula et de la Bernina, нім. Albula- und Berninalinie der Rhätischen Bahn, італ. Ferrovia retica nel paesaggio dell'Albula e del Bernina, ромш. Viafier retica en il paesagi da l'Albula e da la Bernina) | кантон Граубюнден (спільно з Італією ) | XIX–XX століття                                 | 2008                                        | 1276 [Архівовано 11 липня 2017 у Wayback Machine.]  | ii, iv        |
| 11 |            | Планування міст Ла-Шо-де-Фон та Ле-Локль (фр. La Chaux-de-Fonds/Le Locle, нім. La Chaux-de-Fonds und Le Locle, італ. Pianificazione urbana di La Chaux-de-Fonds/Le Locle, ромш. La Chaux-de-Fonds/Le Locle) | міста Ла-Шо-де-Фон та Ле-Локль | —                                               | 2009                                        | 1302 [Архівовано 11 липня 2017 у Wayback Machine.]  | iv            |
| 12 |            | Доісторичні пальові поселення в Альпах (англ. Prehistoric Pile Dwellings around the Alps) * Егельмус * Рієзі * Вінгельц / Порт * Дорфстанція * Озеро Лобсіген * Рютте * Бангоф * Страндбоден * Ле-Грев * Шпіц * Мотьє I * Вітрильна гавань * Ан-Пре-де-Ге * Бельрів I * Порт * Бург * Егольцвіль 3 * Сеематте * Півострів * Порт-Конті * Лез-Аржільєз * Л'Абей 2 * Сауна * Ле Грав'є * Керсітен * Вейєр I - III * Гурден Россхорн * Гурден Зеефельд * Східний Бурґешизе * Острів озера Інквіл * Фельдбак * Технічний центр * Пале 2-3 * Острів Верд * Озеро Егель * Озеро Нуссбаум * Пуант де Монбек I * Бессиме * Село * Станції де Консіз * Корсети Ле-Віол * Троянди * Станція Морж * Шенев'єр де Гево I * Бей-де-Кленді * Ле Маре * Оттерсвіль / Острів Ейлен * Рідматт * Болото * Вінкель * Шторен-Вільдсберг * Роренхааб * Передній луг * Робенхаузен * Енге Альпенквай * Гроссе-Штадт-Кляйнер-Гафнер | Швейцарія (спільно з Австрією , Італією , Німеччиною , Словенією та Францією ) | 5-те тисячоліття до н. е. — V століття до н. е. | 2011                                        | 1363                                                | iv, v         |
| 13 |            | Архітектурні роботи Ле Корбюзьє - видатний внесок у модернізм (англ. The Architectural Work of Le Corbusier, an Outstanding Contribution to the Modern Movement) * Невелика вілла на березі Женевського озера * Будівля ясності | Швейцарія (спільно з Аргентиною , Бельгією , Індією , Німеччиною , Францією ), Японією ) | XX століття                                     | 2016                                        | 1321                                                | i, ii, vi     |

## Географічне розташування об'єктів
| Монастир Св. Іоанна Монастир Св. Галла Старе місто Берна Замки Беллінцони Швейцарські Альпи Юнгфрау-Алеч Гора Сан-Джорджіо Лаво Швейцарська тектонічна зона Сардона Ретійська залізниця Ла-Шо-де-Фон Ле-Локль Пальові поселенняclass=notpageimage\| Об'єкти Всесвітньої спадщини ЮНЕСКО у Швейцарії |